# Dewoitine D.500
Le Dewoitine D.500 est un chasseur français de l'entre-deux-guerres construit par Dewoitine. Il fut le premier appareil monoplan à ailes basses cantilever à entrer en service au sein de l'armée de l'air française.

## Historique[1]

### Programme
Le programme C1 ou programme de chasseur monoplace de 1930 est destiné au remplacement des avions Nieuport-Delage NiD.622. Le Service technique de l'aéronautique (STAé) réclame un chasseur capable de voler à plus de 350 km/h, doté d'un train d'atterrissage fixe et d'un cockpit ouvert. Cette dernière demande est censée favoriser la visibilité au combat, mais paraît déjà désuète.
Émile Dewoitine, à la tête de la Société aéronautique française (SAF), a débuté la conception d’un monoplan de chasse à aile cantilever de construction entièrement métallique, le D.38. Le prototype constamment amélioré est désigné D.50, D.50bis, puis D.500 pour participer à l’appel d’offre du programme C1. Il est en compétition avec dix concurrents, les A.N.F. Les Mureaux 170, Bernard 260, Blériot-SPAD S.510, Gourdou-Leseurre GL 482, Hanriot-Biche 110, Loire 43, Morane-Saulnier 325, Nieuport-Delage 121, Nieuport-Delage 122 et Wibault 313. Seul le Bernard 260 semble faire de l'ombre au D.500, mais la faillite de sa société empêche tout développement.
Le premier vol du prototype no 01 a lieu à Toulouse 18 juin 1932, piloté par Marcel Doret.

### Caractéristiques techniques
Le Dewoitine s'impose par ses qualités de vol, sa vitesse et sa structure intégralement métallique à revêtement travaillant. L'avion est techniquement bien né et ne fait l'objet d'aucune modification profonde. Le radiateur est agrandi pour favoriser le refroidissement du moteur, des masselotes sont placés sur les ailerons pour empêcher les phénomènes de flottement et une hélice bipale en bois est installée.
Le pilote dispose d'une planche de bord complète avec une quinzaine d'instruments, un inhalateur d'oxygène et un pré-équipement radio. Deux mitrailleuses Darne de calibre 7,5 mm sont installées dans les ailes. Les variante D.501/510 ont un armement renforcé avec un canon-moteur, un moteur à 12 cylindres en V équipé dans le moyeu d'un canon Hispano-Suiza HS-9. Les mitrailleuses Darne sont remplacées par des MAC (Manufacture d'Armes de Châtellerault) de calibre identique.
Un total de 101 D.500 et 162 D.501 est construit par les sociétés Dewoitine et Lioré et Olivier, dont 3 D.500 et 14 D.501 sont exportés. Le Dewoitine D.510 dérive de ces avions.

### Utilisation dans l'Armée de l'air
De mars 1935 à juin 1940
Le Dewoitine D.500 est mis en service en mars 1935. Si l'avion fait sensation à son apparition en 1932, il est rapidement dépassé par l'évolution des techniques entre 1934 et 1936. Les hélices à pas variable en vol, les cockpits fermés, les trains d'atterrissage rétractables et les ailes à forte charge alaire deviennent alors la norme.

#### 1937, le meeting de Zürich, une désillusion
L'armée de l'air envoie une délégation au meeting de Zürich, en juillet 1937, avec ses meilleurs chasseurs, les D.500, 501 et 510. L'épreuve du circuit des Alpes est une débâcle. Le Messerschmitt Bf109V8 vole à une moyenne de 388 km/h, les Avia B.534 de 370 à 360 km/h, le bombardier Dornier Do 17M V1 à 368 km/h et le meilleur français à 321 km/h... L'évènement est vécu comme une humiliation par les aviateurs, certains généraux dans le déni parlent d'une "hallucination collective" de leur part.

Le meilleur chasseur français, en service depuis à peine deux ans, se révèle pourtant incapable de rattraper (et d'intercepter...) les chasseurs et même les bombardiers allemands, voire les avions des puissances secondaires.
Le Messerschmitt Bf 109 souligne le retard technique et les lenteurs de l'aviation française. Cet avion, issu d'un concours de juin 1934, est en service en 1937.

#### Unités de combat
Les premiers D.500 sont mis en service en mars 1935 au GCI/3 de Châteauroux, la 42e escadre mixte de Reims recevant le D.500/501 en juin 1935. Les livraisons s'effectuent jusqu'en décembre 1936. Huit groupes de chasse et divers autres groupements reçoivent une production totale de 98 D.500 et 148 D.501.
Ces avions sont retirés progressivement de la première ligne à l'arrivée des Curtiss H-75A en mars 1939, puis des Morane-Saulnier MS 406 en mai 1939. Ils sont affectés dès lors à des unités de seconde ligne ou d'entraînement, sous le terme d'avions de « transition ».
La section chasse du GAM 550 (Groupe Aérien Mixte) de Calvi reçoit avant mai 1939 des D.500, puis l’escadrille autonome de chasse no 6 créée à Dakar-Ouakam en juin 1939 obtient six D.501 en août.
Les ERC (Escadrille Régionale de Chasse) sont créées à la mobilisation en août 1939 et composées de réservistes. Les ERC 1/561 et 2/561 de Rouen-Boos sur D.501 deviennent le GARC I/561 en octobre puis le GC II/10 le ². L’ERC 1/562 de Lyon-Bron sur D.501 devient le GARC I/562 au 1er octobre 1939 à la création d’une seconde escadrille, une unité qui forme par la suite l’ECN 5/13. Le GARC I/562 se transforme en GC III/9 le 11 janvier 1940. Les D.501 de ces unités sont remplacés par des Bloch 151 à partir de janvier 1940.
Une patrouille de quatre pilotes menée par le lieutenant Czeslaw Salkiewicz, avec trois D.501, est créée le 20 mai 1940 à Toulouse-Francazal. Ces avions sont remplacés par des Dewoitine D.520 à partir du 30 mai.

#### Unités d'entraînement
À mesure de la livraison des nouveaux modèles d'avions aux armées, les D.500-501 sont affectés à l’entraînement des pilotes (GC I/9 II/9 et I/10, Oran-La Sénia, décembre 1939), comme avions plastrons de tir ou à l’instruction. Ils servent aux jeunes recrues de transition avant leur avion d’arme. Les écoles principales d'Avord et Étampes et les centres d’instruction à la chasse (CIC) de Chartres et de Montpellier en sont équipés. Un total de 47 Dewoitine est livré au 1er novembre 1939 et 67 D.500/D.501 le 10 mai 1940. Après cette date, les écoles cèdent aux armées leurs avions d'armes et leur substituent les avions de « transition ». Avec le repli des armées en juin 1940, les écoles sont obligées de transférer leur personnel et équipements plus au sud. Les accidents sont alors nombreux, près de la moitié des D.500/510 de l’école d'Avord sont détruits du 4 au 8 juin.
Des D.501 sont transférés au centre d’instruction polonais à la chasse de Lyon-Bron. Ils sont employés avec des MS.406 et C.714 par le groupe de chasse de la division d’instruction de l’aviation polonaise (DIAP), créée le 11 mai 1940 à Saint-Symphorien-d’Ozon.

#### L'armistice
Sur les 125 Dewoitine D.500/501 en service le 10 mai 1940, seuls une quarantaine sont présents dans les décomptes effectués par l'armée française après l'armistice. Les autres ont été soit accidentés ou abandonnés. Les exemplaires saisis par l'armée allemande sont mis à la ferraille. La plupart des avions aux mains de l'armée française sont stockés puis détruits.
L’escadrille no 6 est rebaptisée 1/6 et maintient cinq derniers D.501 en service pendant l’armistice. Elle s’installe à Thiès en juillet 1940, d'où elle défend avec ces avions le navire de ligne Richelieu, pris à partie par les Britanniques le 7 juillet. Des Curtiss H-75A les remplacent ensuite et l’escadrille est dissoute à la fin de 1941.

### Lituanie
Quatorze Dewoitine D.501L sont livrés aux forces armées de la Lituanie en 1937.

## Variantes
Source: Green
D.500.01
Premier prototype.
D.500
Première production avec un moteur Hispano-Suiza 12Xbrs (en) de 690 ch, il est armé avec 2 mitrailleuses Vickers de 7,7 mm ou 2 mitrailleuses Darne × 7,5 mm dans le nez, provision pour 2 × mitrailleuses additionnelles Darne dans les ailes. 101 construits.
D.501
Remotorisé avec un moteur Hispano-Suiza 12Xcrs (en), il est armé avec un canon de 20 mm Hispano-Suiza S7 entre les rangées de cylindres du moteur tirant à travers le moyeu d'hélice et 2 × mitrailleuses d'aile. 157 construits.
D.503
Le seul prototype du D.511 équipé d'un moteur 12Xcrs avec radiateur circulaire dans le nez, il a le même armement que le D.501. Son premier vol a été le 15 avril 1935, il a été constaté qu'il était de moins bonne facture que le D.500. L'avion a été brièvement l'avion personnel de René Fonck.
D.510
Remotorisé avec un moteur Hispano-Suiza 12Ycrs développant 860 ch, armé avec un canon de 20 mm Hispano et 2 mitrailleuses MAC 1934 de 7,5 mm dans les ailes. Son premier vol a été le 14 août 1934, 120 construits.
D.511
Prototype avec le fuselage et la queue du D.500, il avait des ailes plus petites, un châssis en porte-à-faux et un moteur 12Ycrs. Un prototype a été construit en 1934 mais n'a jamais volé; il a été converti en D.503.
AXD1
Désignation abrégée pour l'exemplaire du Dewoitine D.510 fourni au Service aérien de la Marine impériale japonaise pour évaluation in 1935.
Dewoitine Navy Type D Carrier Fighter
Désignation de service pour le D.510 qui a été fourni à la Marine impériale japonaise en 1935.

## Opérateurs
République de Chine24 x D.510
 France
Armée de l'air 98 x D.500, 130 x D.501 et 88 x D.510
Aviation Navale 30 x D.501
 JaponMarine impériale japonaise 2 x D.510 désigné comme AXD
 Lituanie14 x D.501
 PologneForces aériennes polonaises en exil en France
 Union soviétiqueForces aériennes soviétiques 1 x D.510 pour évaluation
 EspagneForces aériennes de la République espagnole. 7 x D.500 et 2 x D.510 dans l'Escadrille Internationale.
 Royaume-Uni1 x D. 510 pour évaluation
 VenezuelaAviation nationale du Venezuela. 3 x D.500

## Galerie

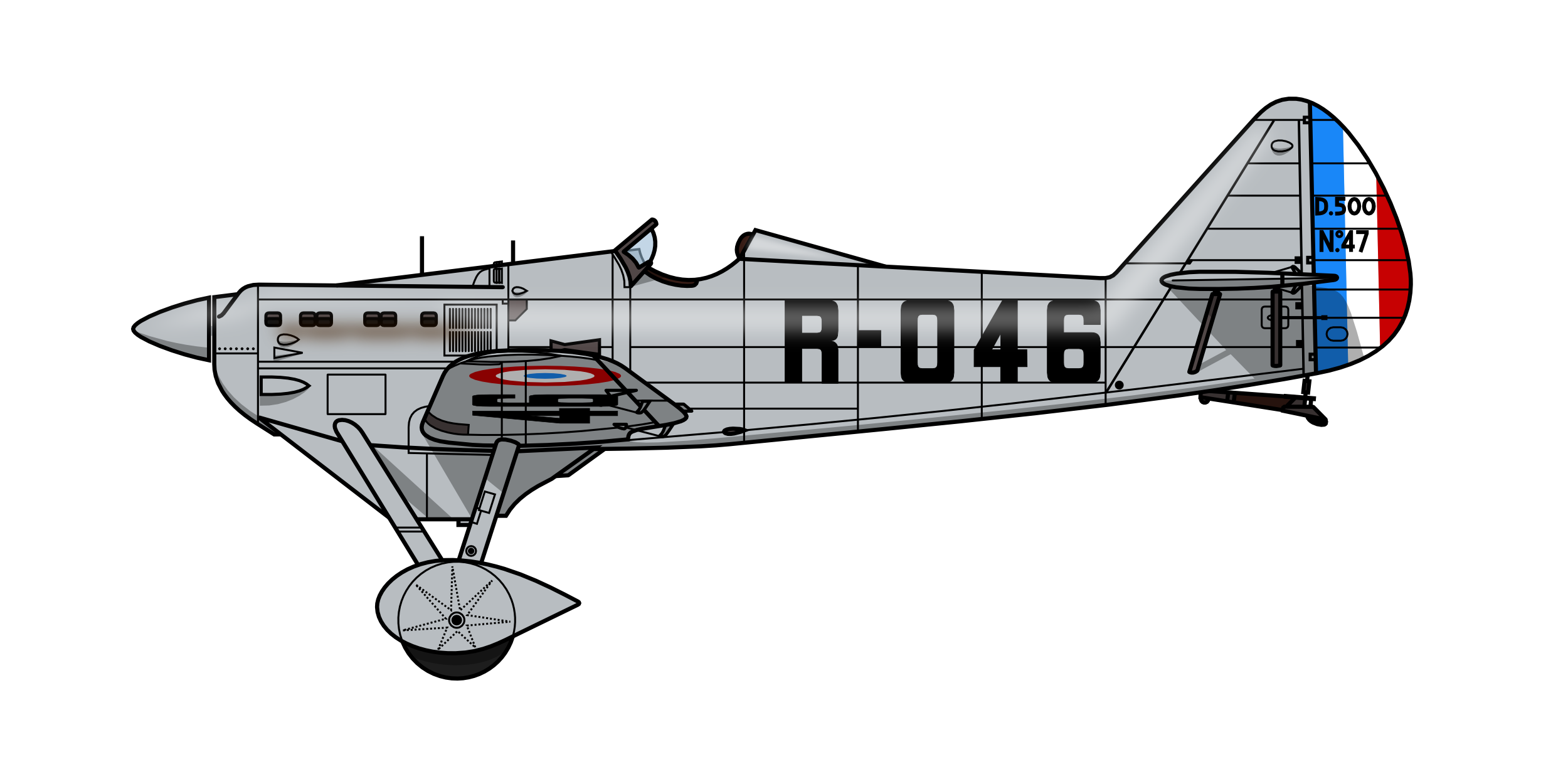
Profil du Dewoitine D.500 (en 1934)
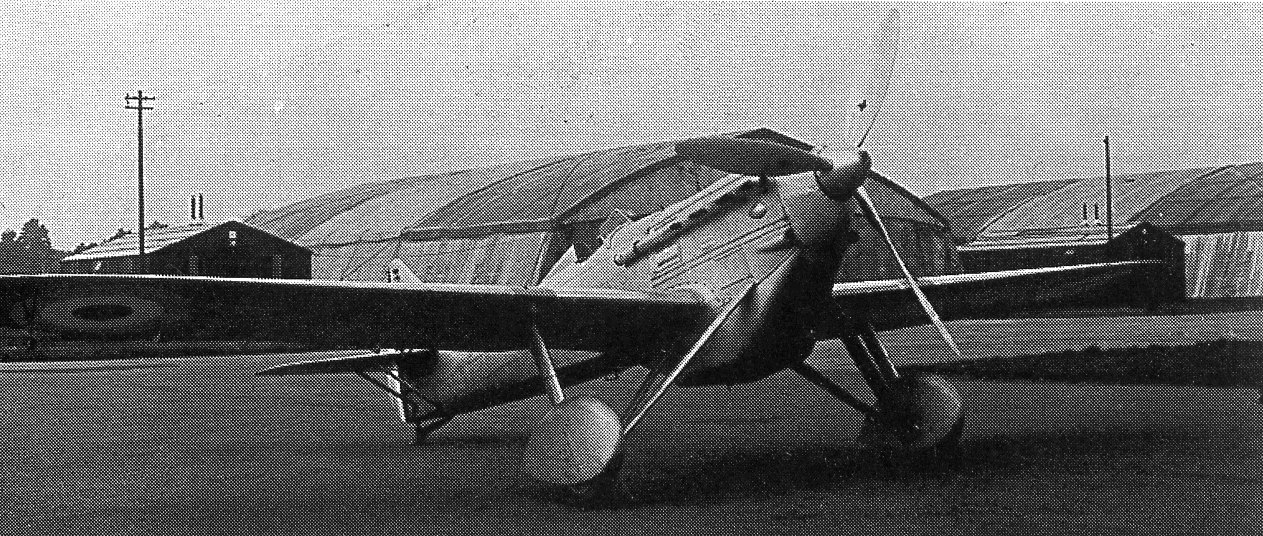
Dewoitine D.510 testé par la RAF en 1936
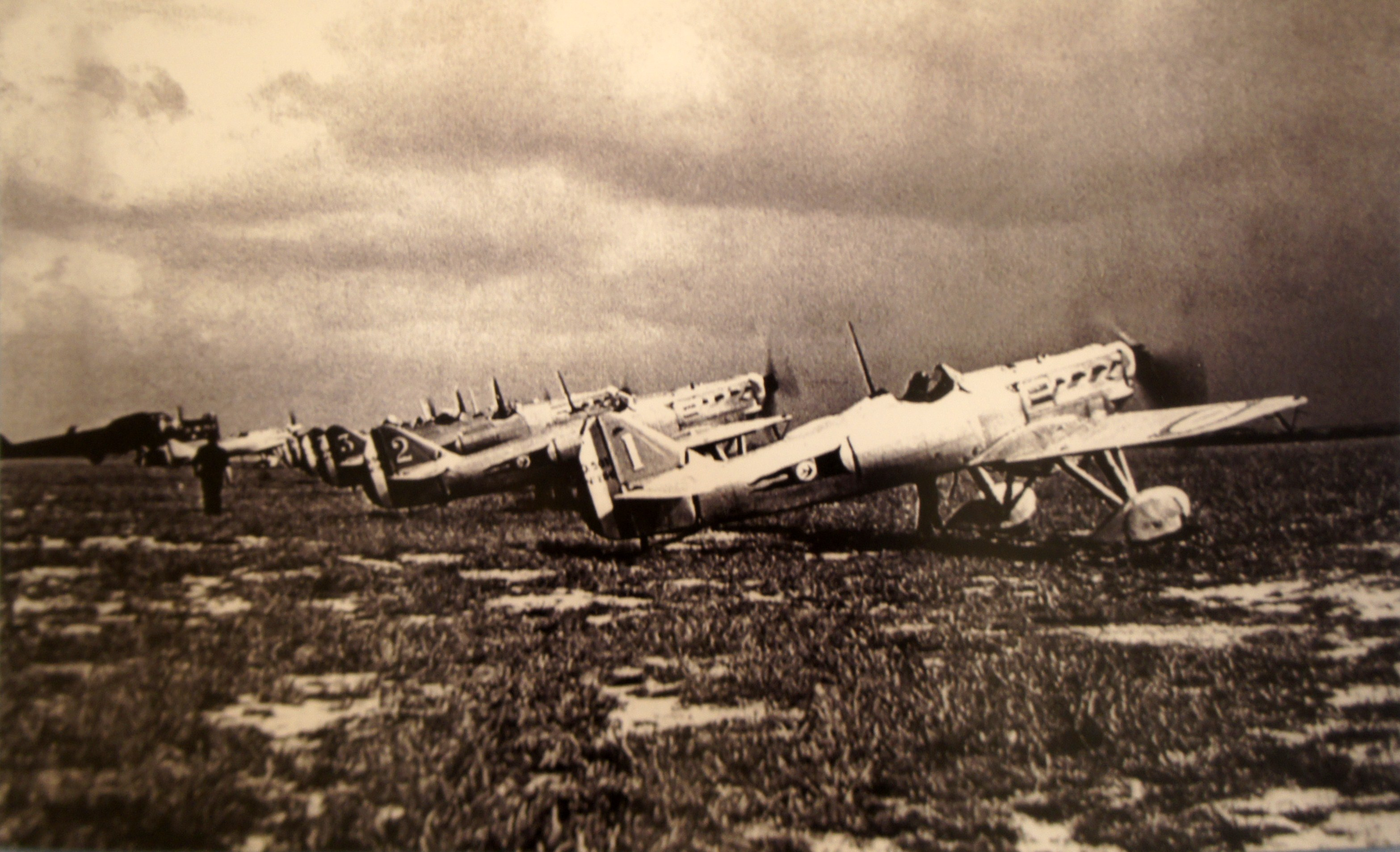
Dewoitine sur la BA 112 en 1938
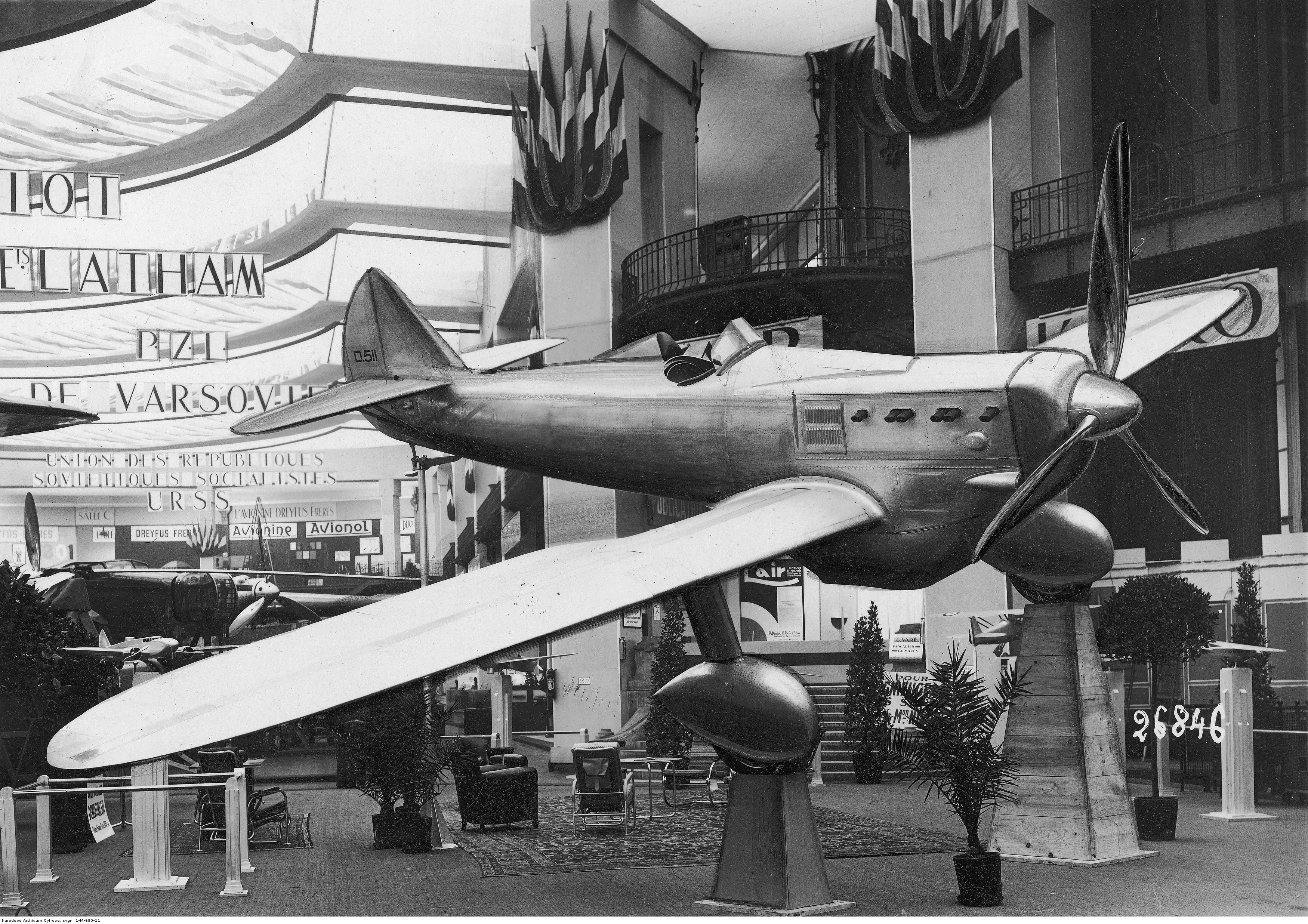
Dewoitine D.511 au salon de l'aviation de Paris en 1934
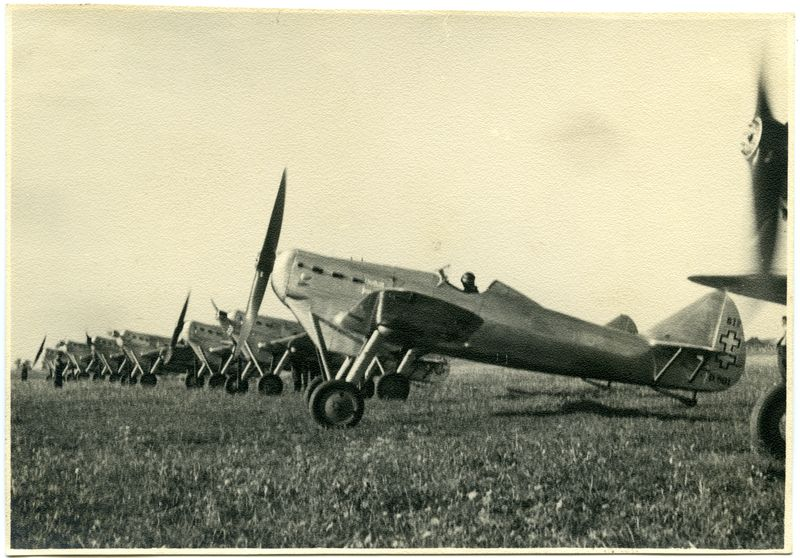
Les D.501L de la force aérienne de Lituanie

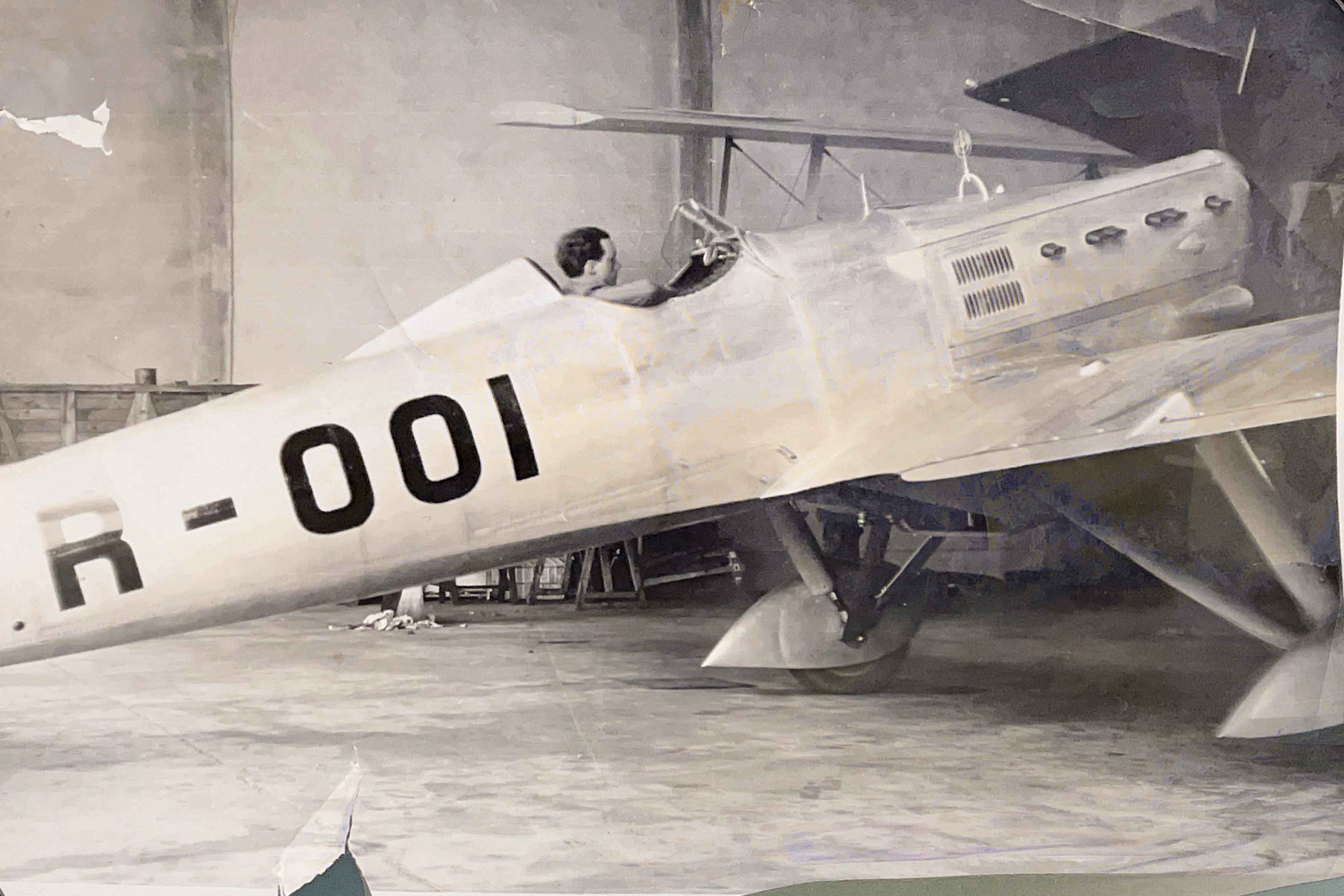
Dewoitine D.501 immatriculé R-001 (collection particulière)